# Nechvalice
Nechvalice (en allemand : Nechwalitz) est une commune du district de Příbram, dans la région de Bohême-Centrale, en République tchèque. Sa population s'élevait à 657 habitants en 2020.

## Géographie
Nechvalice se trouve à 9,3 km au sud-sud-ouest de Sedlčany, à 30,5 km à l'est-sud-est de Příbram et à 57 km au sud de Prague.
La commune est limitée par Počepice et Nedrahovice au nord, par Sedlec-Prčice à l'est, par Nadějkov et Chyšky au sud, et par Petrovice à l'ouest.

## Histoire
La première mention écrite de la localité date de 1352.

## Administration
La commune se compose de seize quartiers :
- Bratřejov
- Bratříkovice
- Březí
- Dražka
- Hodkov
- Huštilář
- Chválov
- Křemenice
- Libčice
- Mokřany
- Nechvalice
- Rážkovy
- Ředice
- Ředičky
- Setěkovy
- Vratkov

## Transports
Par la route, Nechvalice se trouve à 10,5 km de Sedlčany, à 42,5 km de Příbram et à 90 km du centre de Prague.

## Galerie

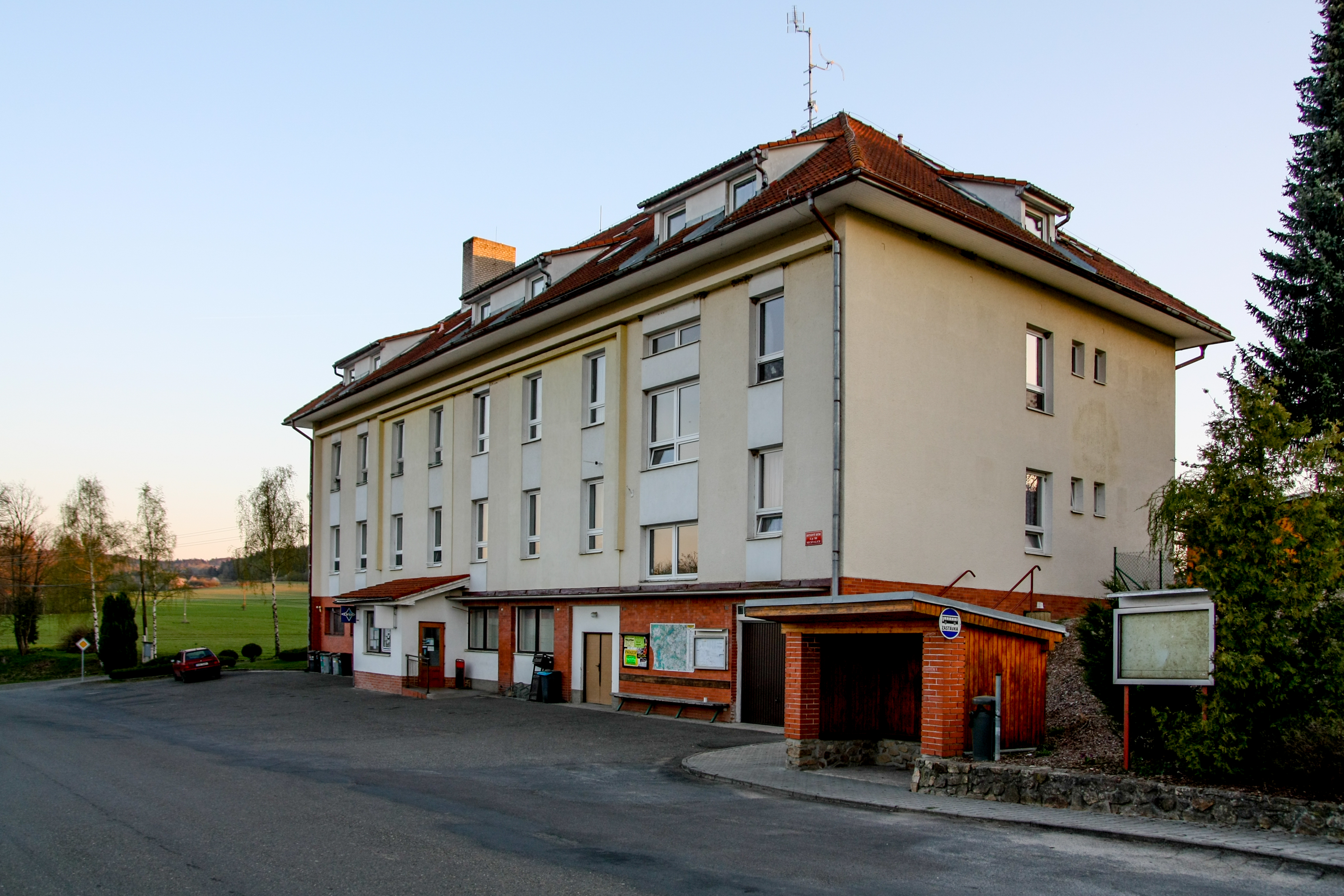
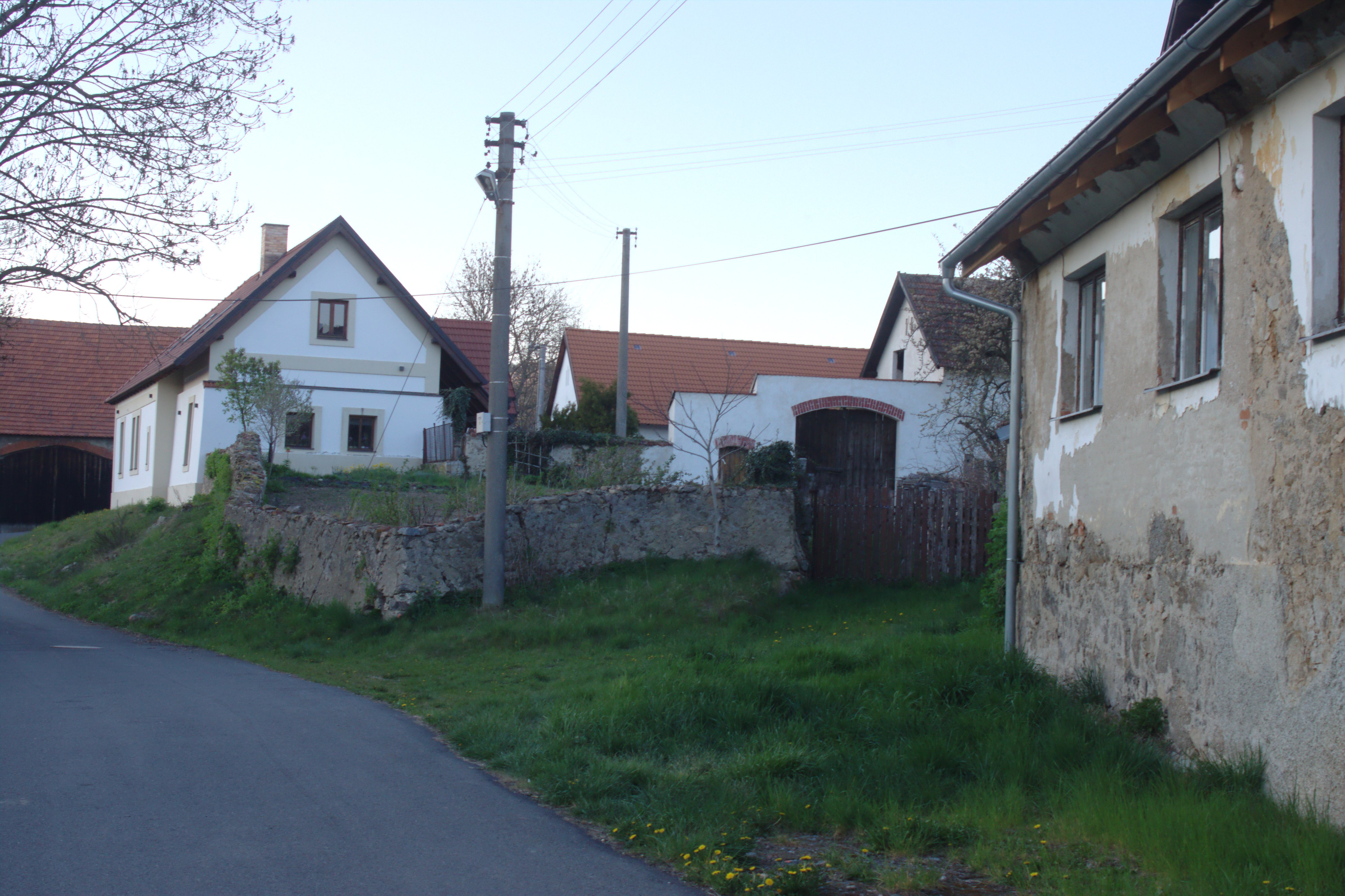
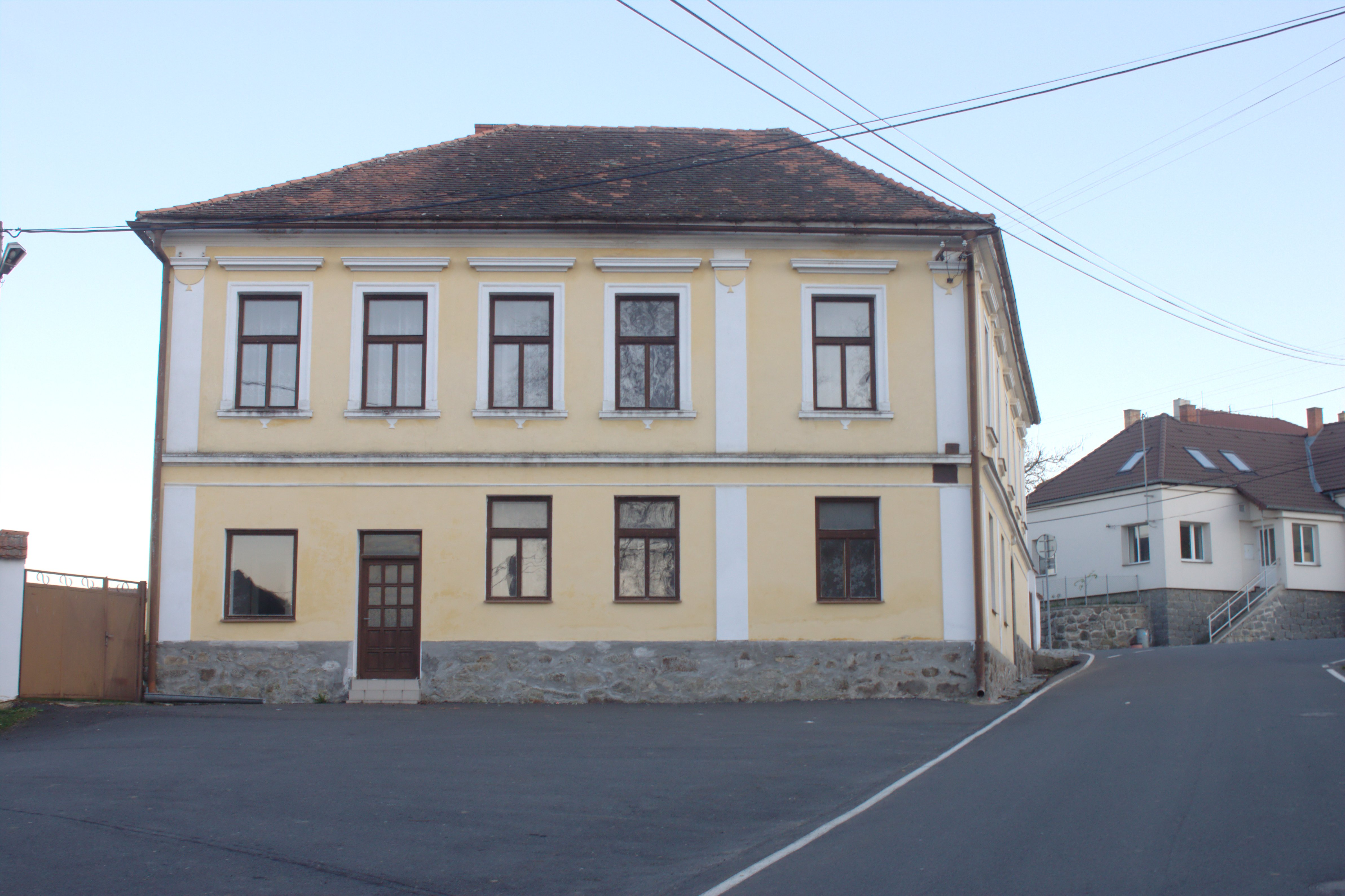
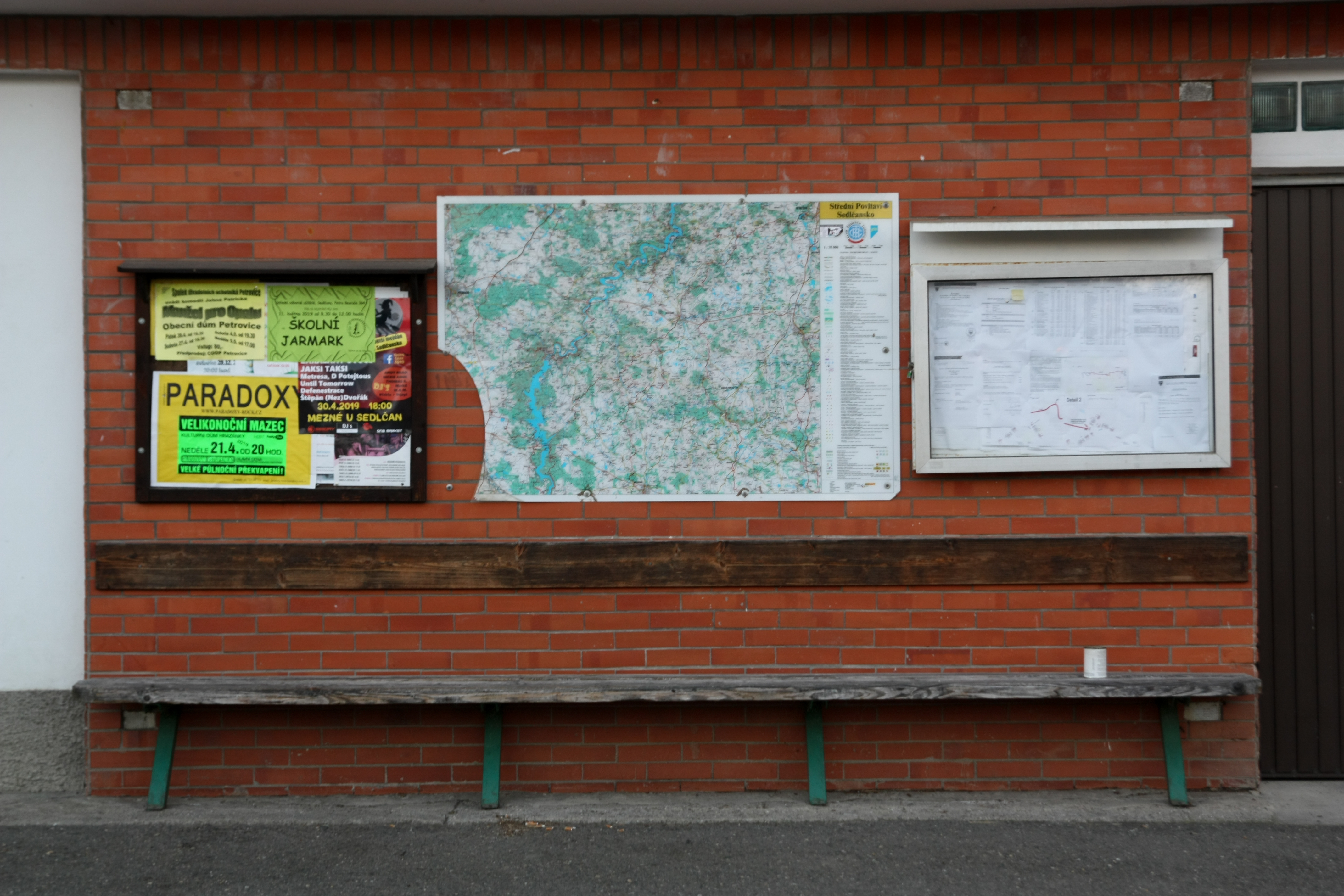
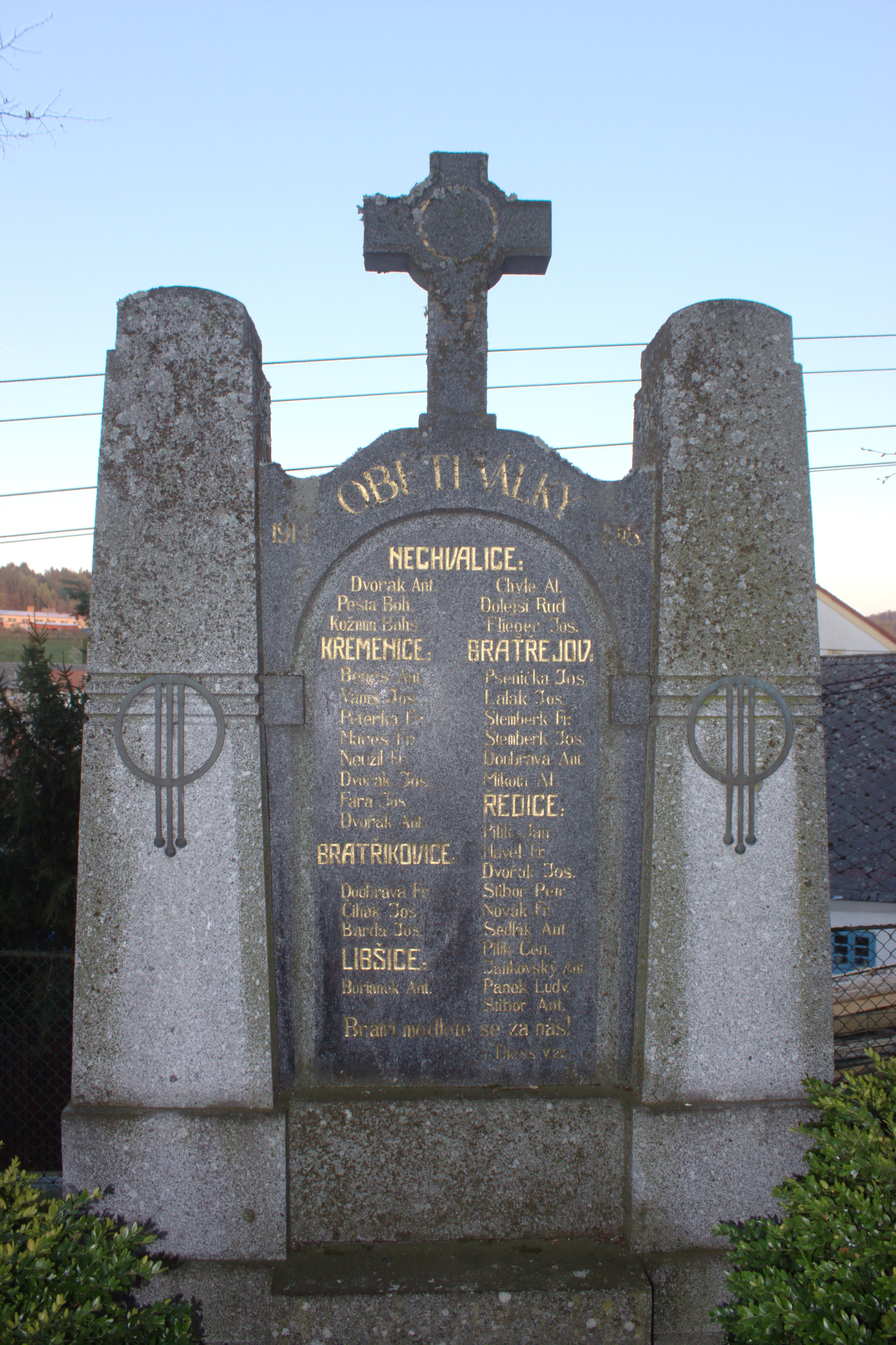